# Andrea Camilleri
Andrea Calogero Camilleri (6. září 1925 Porto Empedocle – 17. července 2019 Řím) byl italský spisovatel. Proslavil se zejména sérií detektivních románů s komisařem Salvo Montalbanem jakožto hlavním hrdinou.

## Život
Vystudoval jevištní a filmovou režii na Akademii dramatických umění Silvia D'Amica v Římě (Accademia Nazionale di Arte Drammatica Silvio D'Amico). Práci režiséra se i věnoval, v italské veřejnoprávní televizi RAI (zde například seriál detektivek s komisařem Maigretem, s Gino Cervim v hlavní roli) i na divadle, kde režíroval zejména hry Luigi Pirandella. Jeho rodiče byli údajně „vzdálenými přáteli“ Pirandella, jak Camilleri vypráví v jednom svém eseji. Jeho montalbanovské detektivky také vykazují mnoho pirandelských prvků. V roce 1977 se na Akademii dramatických umění vrátil a vedl zde následně dvacet let katedru filmové režie.
Svou první knihu publikoval v roce 1978 (Běh věcí), první detektivku s komisařem Montalbanem v roce 1994 (Tvar vody), tedy v již dosti pozdním věku, těsně před sedmdesátkou. Lehce potrhlý a dobrácký detektiv pochází stejně jako autor ze Sicílie, řeší zde všechny své případy a uchovává si místní svéráz a nářečí (i pro Camilleriho byl sicilský dialekt rodnou řečí a spisovné italštině se naučil až ve škole, přičemž dle jeho vlastních slov mu byla nejprve vzdálená stejně jako třeba angličtina). Knižní série se stala mimořádně populární nejen v Itálii, ale i po celém světě - knihy byly přeloženy do více než 30 jazyků a prodalo se již přes 10 milionů knih s tímto hrdinou. Jméno Montalbano je poctou španělskému spisovateli Manuelu Vázquezi Montalbánovi. Fiktivní sicilské městečko Vigata, kde Montalbano působí, je zjevně inspirováno Camilleriho rodným městem Porto Empedocle. Popularita knih a seriálu o Montalbanovi (s Lucou Zingarettim v titulní roli) vedla v roce 2003 k tomu, že toto město se oficiálně přejmenovalo na Porto Empedocle Vigata, v naději, že posílí zájem turistů.
Camilleri byl znám jako silný kuřák cigaret. V mládí byl členem Komunistické strany Itálie. Z ní později vystoupil, přesto byl do konce života znám jako velký kritik pravicových politiků, jako byli Silvio Berlusconi nebo Matteo Salvini. Podporoval též migraci.

### Vyšlo česky
- Tvar vody, Praha, Litomyšl, Paseka 2002 (překlad Alice Flemrová)
- Hliněný pes, Praha, Litomyšl, Paseka 2004 (překlad Kateřina Vinšová)